# Формулы Герца
Формулы Герца — формулы, лежащие в основе расчётов на контактную прочность, относятся к разделу механики контактного взаимодействия. Они необходимы для проектирования многих механизмов и машин, в частности зубчатых передач и подшипников качения.
Зона контакта деталей машин характеризуется контактными напряжениями. Немецкий учёный Генрих Герц (H. Herz) является основоположником теории контактных напряжений. В его честь приписывают индекс H обозначениям контактных напряжений. Различают контакт в точке (два шара, шар и плоскость) и контакт по линии (два цилиндра с параллельными осями, цилиндра и плоскость).

## Точечный контакт

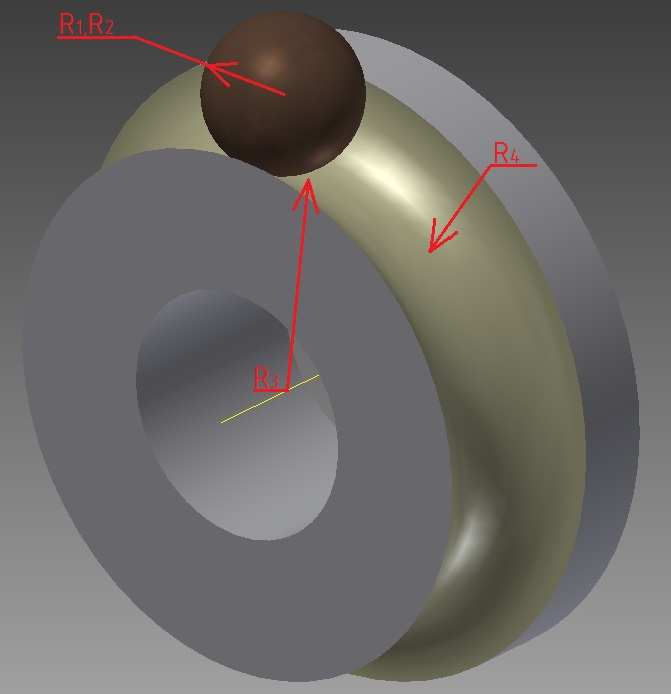
Пример точечного контакта: внутреннее кольцо подшипника и тело качения (шарик)

При точечном контакте в зоне контакта наибольшее контактное напряжение определяется формулой:
где  {\displaystyle m} - коэффициент зависящий от отношения  {\displaystyle {\frac {A}{B}}:}
{\displaystyle {\frac {A}{B}}={\frac {{\frac {1}{R_{2}}}+{\frac {1}{R_{4}}}}{{\frac {1}{R_{1}}}+{\frac {1}{R_{3}}}}}<1};
{\displaystyle R_{1}}, {\displaystyle R_{2}} - главные радиусы кривизны одного контактирующего тела;
{\displaystyle R_{3}}, {\displaystyle R_{4}} - главные радиусы кривизны другого контактирующего тела;
Если в главном нормальном сечении контакт внутренний, то радиус охватываемого тела принимают отрицательным.
{\displaystyle F} - нормальная сила в контакте;
{\displaystyle E={\frac {2E_{1}E_{2}}{E_{1}+E_{2}}}} - приведенный модуль упругости, МПа;
{\displaystyle E_{1}}, {\displaystyle E_{2}} - модули упругости материалов сопрягаемых деталей;
{\displaystyle R} - приведенный радиус кривизны;
{\displaystyle {\frac {1}{R}}={\frac {1}{R_{2}}}+{\frac {1}{R_{4}}}} - приведенная кривизна в плоскости наиболее плотного контакта.

## Линейный контакт

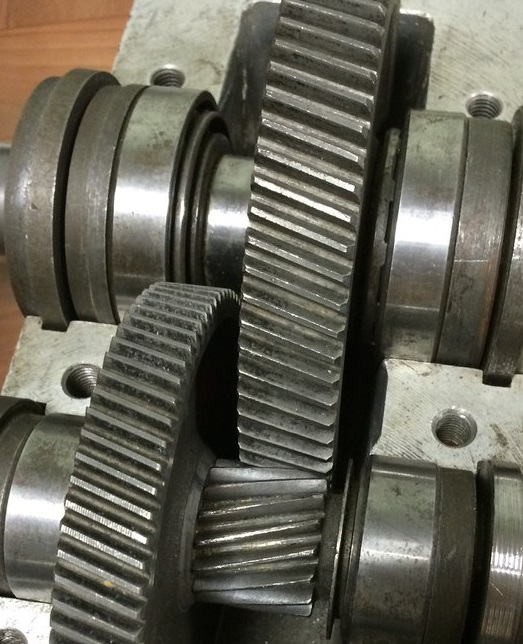
Пример линейного контакта: косозубая цилиндрическая передача

При линейном контакте в зоне контакта наибольшее контактное напряжение определяется формулой:
{\displaystyle l} - длина линии контакта, мм;
{\displaystyle {\frac {1}{R}}={\frac {1}{R_{1}}}+(-){\frac {1}{R_{2}}}}  - приведенный радиус кривизны, где знак "+" - для наружного, а "-" - для внутреннего контакта поверхностей, 1/мм;
{\displaystyle F} - нормальная сила в контакте, кгс;
{\displaystyle E={\frac {2E_{1}E_{2}}{E_{1}+E_{2}}}} - приведенный модуль упругости, МПа;
{\displaystyle E_{1}}, {\displaystyle E_{2}} - модули упругости материалов сопрягаемых деталей, МПа.